# Premier au moulin, premier au grain
Pour plus de détails, voir Fiche technique et Distribution.
Premier au moulin, premier au grain (ou Un lève-tôt au Québec ; The Early Worm Gets the Bird) est un dessin animé américain de la série Merrie Melodies, réalisé par Tex Avery sur un scénario de Jack Miller, et sorti en 1940. 
Un jeune merle, un vermisseau et un renard en sont les vedettes.

## Résumé
Une famille de merles dans leur nid-maison quelque part au-dessus d'une plantation de coton du vieux Sud des États-Unis d'Amérique. Avant d'aller dormir, la mère observe ses trois petits faire leur prière du soir. Une fois au lit, l'un des trois se redresse dans le lit et sort un gros livre intitulé The Early Bird gets The Worm (littéralement :  « l'oiseau du matin attrape le vermisseau », proverbe américain correspondant à « le monde appartient à ceux qui se lèvent tôt »). L'oiseau lecteur réveille son voisin pour lui faire part de l'histoire mais ce dernier, pas intéressé, se rendort. La mère s'aperçoit que l'un de ses petits ne dort pas et lui ôte le livre des mains, le jette par la fenêtre. Elle sermonne le coupable, parle aux petits d'un terrible renard qui serait prêt à les manger s'ils s'aventuraient dehors à la recherche d'un ver. Elle décrit et mime ce renard. Ses enfants sont prêts à se rendormir, sauf celui qui a lu le livre et qui leur jure de trouver un ver dès le matin, et règle la sonnerie du réveil pour ce faire.                
Après le chant du coq et la sonnerie du réveil, le jeune merle s'habille, chapeau de paille et pantalon bleu. Il quitte discrètement le nid mais tombe en voulant marcher en arrière. Il freine cependant sa chute en se « concentrant ». L'oiseau renifle ensuite le sol à la manière d'un chien à la recherche d'un ver. Justement, un ver a lu une partie du livre tombé à terre et part à la recherche, de la même manière lui aussi, mais du mystérieux « oiseau matinal ».
Quand ils se trouvent l'un l'autre, c'est la peur générale et ils fuient tant qu'ils peuvent. 
Mais le merle comprend qu'il a affaire au ver, aussi il le poursuit. Le ver plonge dans un trou, le merle l'apostrophe. Tout comme le ferait Bugs Bunny, le ver ressort par un autre trou et pendant que le merle continue sa diatribe, le ver imite l'oiseau dans son action. Peu après, le merle comprend son erreur, et la poursuite reprend. Le ver se réfugie dans une bouteille vide. Le merle le houspille à nouveau, puis le ver lui indique la direction par où il serait allé. Le merle y fonce sans réfléchir. Revenu de son erreur, il voit le ver se glisser dans le calice d'une fleur. Il essaye de le retirer mais il entend le bruit d'une abeille et croit qu'elle va le poursuivre. Mais c'était le ver qui imitait une abeille. Le ver le nargue depuis la fleur. L'oiseau se rue dedans et frappe. Mais cette fois-ci, c'est bien une abeille qui se trouve dans la fleur ! Le ver, au loin, siffle le merle pour reprendre la course. Arrive alors le renard qui se pourlèche le museau, avec une pancarte où on lit « le méchant ». Il exhibe par la suite un deuxième écriteau où il est écrit « comme si vous ne le saviez pas ». Le renard chasse alors le merle qui chasse le ver. Le merle, naïf, demande au renard s'il essaye d'attraper lui aussi le ver. Il le met de plus en garde contre le renard. Le dit renard est d'abord interloqué mais profite de l'inconscience du merle. L'oiseau finit par comprendre qui est le renard et appelle au secours. Après un instant de réflexion, le ver se décide à l'aider. Il fait sortir l'abeille de la fleur et guide l'insecte sur le renard qui s'apprêtait à déguster le merle entre deux tranches de pain de mie, arrosé de ketchup. L'abeille le pique, le renard saute de douleur et retombe avec la bouteille qui se brise sur sa tête. En voyant la ketchup dégouliner sur lui, le renard croit qu'il saigne et qu'il va mourir. On le voit partir en criant, à la recherche d'un docteur. Les deux nouveaux amis se serrent la main.                       
De retour au lit, le jeune merle n'a pas le temps de se rendormir que sonne le réveil et arrive sa mère. Elle demande ce que désirent ses enfants pour déjeuner. Les deux premiers demandent un ver, mais le troisième qui vient de vivre l'aventure n'en veut pas. C'est alors que le ver surgit lui aussi des draps et dit la même chose, avant de réaliser ce qu'il vient de faire et de se couvrir la bouche.

## Création
Le titre du carton fait référence, en le retournant, au proverbe américain « The early bird gets the worm ». Le cartoon est supervisé par Tex Avery (sous le nom de Fred Avery) et est finalisé en décembre 1939.

## Censure
Les merles suivent les stéréotypes de noirs de l'époque. Le dessin animé a été jugé outrageant par la suite mais ne fait pas partie des 11 censurés des séries Looney Tunes et Merrie Melodies. Le cartoon a cependant fait partie de la réédition des dessins animés Looney Tunes en 5 volumes : Golden Age of Looney Tunes (à partir de 1991).

## Fiche technique
- Réalisation : Tex Avery
- Scénario : Jack Miller
- Production : Leon Schlesinger Studios
- Musique originale : Carl W. Stalling (non crédité)
- Montage et technicien du son : Treg Brown (non crédité)
- Durée : 8 minutes
- Pays : États-Unis
- Langue : anglais
- Distribution : 1940 : Warner Bros. Pictures
- Format : 1,37 :1 Technicolor Mono
- Date de sortie : 
  - États-Unis : 13 janvier 1940, re-parutions le 2 octobre 1943 et le 29 novembre 1952

## Voix
- Mel Blanc : le jeune merle (Baby Blackbird), le frère mécontent, le renard (non crédité)
- Bernice Hansen : la mère merle (non créditée)

## Animateurs
- Robert Cannon
- Virgil Ross (non crédité)
- Charles McKimson (non crédité)
- John Didrik Johnsen (décors) (non crédité)

## Musique
- Carl W. Stalling, directeur de la musique
- Milt Franklyn, orchestration (non crédité)